# برترین‌ها (آلبوم آبا)
برترین‌ها (انگلیسی: Number Ones) یک آلبوم گردآوری‌شده از ابرگروه سوئدی موسیقی پاپ آبا است که مشتمل بر مجموعه‌ای از آهنگ‌های برتر و محبوب ضبط‌شده آنان است و در سال ۲۰۰۶ توسط پولار میوزیک منتشر شد. در این آلبوم ترانه‌هایی گردآوری‌شده که به صدر جداول موسیقی کشورهای گوناگون راه یافته بودند.
| بررسی انتقادی            | بررسی انتقادی |
| منبع                     | رتبه‌بندی      |
| ------------------------ | ------------- |
| دانشنامه موسیقی عامه‌پسند | [ ۱ ]         |

## فهرست ترانه‌ها

### نسخهٔ بین‌المللی
1. «بده! بده! بده! (مردی را پس از نیمه‌شب)»
2. «ماما میا»
3. «ملکه رقصان»
4. «سوپر تروپر»
5. «اس‌اواس»
6. «شهر شب تابستانی»
7. «پول، پول، پول»
8. «همه‌چیز به برنده تعلق دارد»
9. «چیکیتیتا»
10. «یکی از ما»
11. «شناختن خودم، شناختن تو»
12. «آیا می‌خواهی»
13. «فرناندو»
14. «واترلو»
15. «هدف اساسی»
16. «دارم، دارم، دارم، دارم، دارم»
17. «شانست را با من امتحان کن»
18. «رؤیایی دارم»

### نسخهٔ بریتانیایی
1. «بده! بده! بده! (مردی را پس از نیمه‌شب)»
2. «ماما میا»
3. «ملکه رقصان»
4. «سوپر تروپر»
5. «اس‌اواس»
6. «شهر شب تابستانی» (نسخهٔ طولانی)
7. «پول، پول، پول»
8. «همه‌چیز به برنده تعلق دارد»
9. «چیکیتیتا»
10. «یکی از ما»
11. «شناختن خودم، شناختن تو»
12. «آیا می‌خواهی»
13. «فرناندو»
14. «واترلو»
15. «رینگ رینگ»
16. «هدف اساسی»
17. «دارم، دارم، دارم، دارم، دارم»
18. «شانست را با من امتحان کن»
19. «رؤیایی دارم»

### دیسک اضافی، نسخۀ کم‌تعداد: آهنگ‌های کلاسیک از آلبوم‌های برتر
1. «وقتی معلم را بوسیدم»
2. «خدشه بر روحت»
3. «برقص (تا موقعی که موسیقی برقراره)»
4. «من و خودم»
5. «پادشاه تاجش را از دست داده‌است»
6. «سرخوشم کن»
7. «ببر»
8. «مانده‌ام که آیا (کوچ)»
9. «شهری دیگر، قطاری دیگر»
10. «آخرین تابستانمان»
11. «بوسه‌های آتشین»
12. «از کف می‌دهم»

## جداول موسیقی
| جدول (۲۰۰۶)                           | بالاترین رتبه |
| ------------------------------------- | ------------- |
| آلبوم‌های بلژیکی (اولتراتاپ والونیا)   | ۱۰۰           |
| آلبوم‌های آلمانی (۱۰۰ آلبوم برتر رسمی) | ۲۴            |
| آلبوم‌های بریتانیا (شرکت جدول‌های رسمی) | ۱۵            |

| جدول (۲۰۰۷)                         | بالاترین رتبه |
| ----------------------------------- | ------------- |
| آلبوم‌های بلژیکی (اولتراتاپ فلاندرز) | ۸۰            |
| آلبوم‌های هلندی (جدول‌های هلند)       | ۴۷            |
| آلبوم‌های فنلاندی (جدول رسمی فنلاند) | ۱۱            |
| آلبوم‌های نیوزیلندی (آرام‌ان‌زد)       | ۱             |
| آلبوم‌های لهستانی (زدپی‌ای‌وی)         | ۲۲            |
| آلبوم‌های سوئدی (برترین‌های سوئد)     | ۲۰            |
| آلبوم‌های سوئیسی (جدول موسیقی سوئیس) | ۵۳            |

| جدول (۲۰۰۸)                    | بالاترین رتبه |
| ------------------------------ | ------------- |
| آلبوم‌های استرالیایی (ای‌آرآی‌ای) | ۳۶            |
| آلبوم‌های چک (سی‌ان‌اس آی‌اف‌پی‌آی)  | ۴۶            |
| آلبوم‌های نروژی (وی‌جی-لیستا)    | ۲۵            |

| جدول (۲۰۰۶)                                 | رتبه |
| ------------------------------------------- | ---- |
| آلبوم‌های بریتانیا (اوسی‌سی)                  | ۱۵۸  |
| جدول (۲۰۰۷)                                 | رتبه |
| آلبوم‌های نیوزیلند (انجمن صنعت ضبط نیوزیلند) | ۴۱   |

## گواهینامه‌ها
| منطقه | گواهی  | واحد گواهی‌شده/فروش |
| --- | ------ | ------------------ |
| استرالیا (آی‌اف‌پی‌آی استرالیا) ویدئو                                                                             | پلاتین | ۱۵٬۰۰۰^            |
| آلمان (بی‌وی‌ام‌آی)                                                                                               | طلا    | ۱۰۰٬۰۰۰            |
| نیوزیلند (آرآی‌ای‌ان‌زد) دی‌وی‌دی                                                                                   | طلا    | ۲٬۵۰۰^             |
| لهستان (زدپی‌ای‌وی)                                                                                              | طلا    | ۱۰٬۰۰۰*            |
| روسیه (ان‌اف‌پی‌اف)                                                                                               | پلاتین | 0*                 |
| بریتانیا (بی‌پی‌آی)                                                                                              | طلا    | ۱۰۰٬۰۰۰^           |
| * رقم فروش تنها بر پایهٔ گواهی‌ها. · ^ رقم توزیع تنها بر پایهٔ گواهی‌ها. · رقم فروش+پخش جاری تنها بر پایهٔ گواهی‌ها. |        |                    |